# گوینوک پایین
گوینوک پایین (به لاتین: Aşağı Göynük) یک منطقه مسکونی در جمهوری آذربایجان است که در شهرستان شکی واقع شده است. این روستا ۲۵۹۹ نفر جمعیت دارد.